# Douglass Wallop
Douglass Wallop était un romancier et dramaturge, né à Washington le 8 mars 1920 et mort le 1er avril 1985 dans la même ville.
Il a écrit 13 œuvres mais la plus célèbre est The Year the Yankees Lost the Pennant (en), en 1954. Il gagna un Tony Award pour la meilleure comédie musicale de Broadway grâce à Damn Yankees, basée sur ce roman, produite en collaboration avec George Abbott.
En 1949, il a épousé  l'actrice et romancière Lucille Fletcher jusqu'à sa mort.
Durant les années 1930 et le début des années 1940, il étudia à l'Université du Maryland. Il participait également en tant que rédacteur à un magazine étudiant littéraire et humoristique, The Old Line qui dura des années 1930 aux années 1960.